# Меджлис крымскотатарского народа
Меджли́с крымскотата́рского наро́да (крымскотат. Qırımtatar Milliy Meclisi, Къырымтатар Миллий Меджлиси — дословно «Крымскотатарское национальное собрание», укр. Меджліс Кримськотатарського Народу) — исполнительный орган Курултая крымскотатарского народа, претендующего на полномочное представительство крымских татар. Образован в 1991 году.
В конце марта 2014 года, сразу после аннексии Крыма Российской Федерацией, Меджлис был официально объявлен Верховной радой на территории Украины высшим представительным органом крымскотатарского народа в период между заседаниями Курултая, но в Минюсте Украины как общественно-политическая организация он не зарегистрирован. В Российской Федерации Меджлис отнесён к числу экстремистских организаций и запрещён в 2016 году.
Для краткости часто используются названия Миллий Меджлис (национальный меджлис) или просто Меджлис.

## История

### 1991—2013

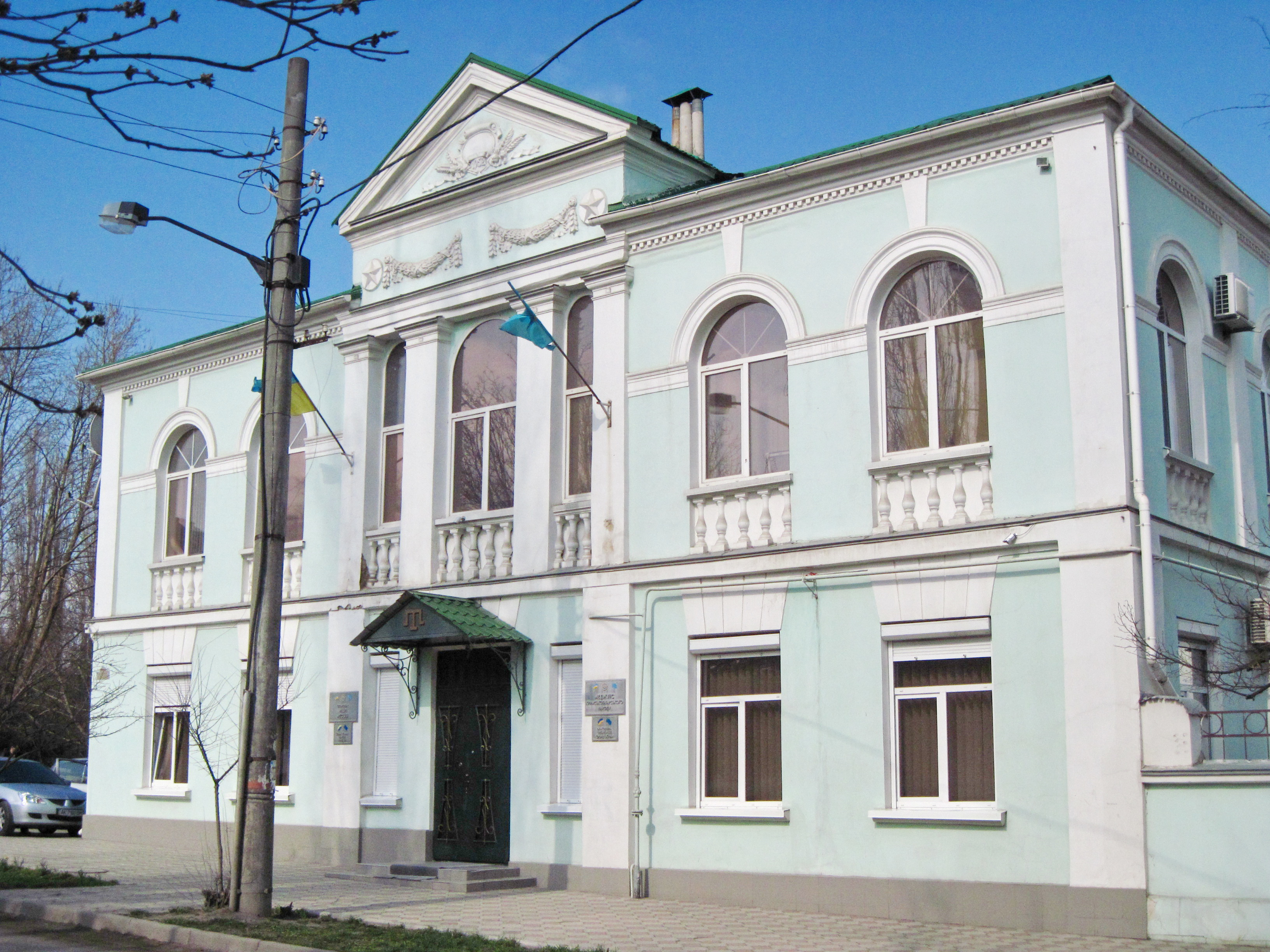
Бывшее здание Меджлиса в Симферополе

Меджлис был образован в 1991 году решением Курултая второго (первого современного) созыва. Согласно утверждённому Курултаем положению, Меджлис в период между заседаниями Курултая является «высшим единым полномочным представительным органом крымскотатарского народа и избирается Курултаем из числа его делегатов». В документе также ставилась цель восстановить государственность крымских татар.
На первых президентских выборах 1991 года Меджлис поддерживал кандидатуру Вячеслава Черновола.
Меджлис финансировался через Благотворительную организацию «ФОНД „КРЫМ“» (учрежден Курултаем крымскотатарского народа и зарегистрирован в 1992г), президентом которого был Мустафа Джемилев, а также «Имдат-банк», который появился в феврале 1994 года по инициативе и при поддержке самого меджлиса и по распоряжению и. о. премьер-министра Украины Ефима Звягильского, и одним из учредителей которого был Мустафа Джемилев.
В октябре 1992 года в поселении Красный Рай (близ Алушты) правоохранительные органы задержали нескольких крымских татар и разрушили временные дома на самозахваченных участках. Это событие стало поводом к штурму здания крымского парламента крымскими татарами, которое поддержал Меджлис. Фактический штурм административного здания подтолкнул Верховный Совет Крыма предоставить 14 мест в крымском парламенте крымским татарам по квотному принципу. Одним из главных лоббистов введения квот был председатель Верховного Совета Крыма Николай Багров. Благодаря чему на выборах президента Крыма в январе 1994 года Меджлис поддержал именно Багрова. Спустя два месяца, на парламентских выборах, победу в крымскотатарском округе завоевали представители Курултая, получившие все 14 квотных места.
Во время президентской кампании на Украине в 1994 году Меджлис крымскотатарского народа поддерживал Леонида Кравчука.
В 1997 году в Меджлисе произошёл раскол. Группа из 16 членов Меджлиса обвинила Джемилева в присвоение средств «Имдат-банка» и авторитарном управлении Меджлисом. В итоге конфликт закончился тем, что на Курултае в марте 1998 года 16 членов Меджлиса были исключены из его состава.
В 1999 году во время президентских выборов Меджлис поддержал Геннадия Удовенко от «Руха» в первом туре, а затем Леонида Кучму— во втором туре.
На президентских выборах 2004 года Меджлис поддерживал кандидатуру будущего президента Виктора Ющенко. В мае 2005 года Ющенко попросил руководство Межлиса пересмотреть резолюцию Курултая 1991 года, где ставилась цель создания крымскотатарской государственности, а также заявил, что статус Автономной Республики Крым пересматриваться не будет.
Во время второго тура президентских выборов 2010 года Меджлис поддержал Юлию Тимошенко. После прихода на пост президента в 2010 году Виктора Януковича организация имела противоречия и конфликты с властью на общегосударственном и региональном уровне.

### Евромайдан
Во время Евромайдана Меджлис официально выступил с требованиями немедленной отставки правительства и проведения внеочередных выборов Верховной рады, а также отправил в Киев несколько сотен своих сторонников для участия в акциях протеста. Кроме того, Меджлис осудил Верховную раду Автономной Республики Крым, принимающую «по указке правящей партии решения, содержащие в себе требования о введении чрезвычайного положения и подавлении силой мирных акций».

### Аннексия Крыма Россией
В феврале 2014 года Меджлис стал единственной организацией, которая сопротивлялась готовящейся аннексии Крыма Россией (особенно до начала операции российской армии на полуострове). 
Глава организации Рефат Чубаров 27 февраля объявил о непризнании правительства Сергея Аксёнова, сформированного после занятия зданий органов власти автономии российским спецназом без знаков различия, и призвал вывести «людей с оружием» за пределы здания Верховного Совета АРК, а в марте в заявлении Меджлиса выступил против проведения референдума о статусе Крыма, призвав крымских татар и других жителей Крыма бойкотировать его, поскольку решение о его проведении «было принято неправовым способом». Выступая в эфире «Громадського ТВ», Чубаров заявил, что, согласно решению Меджлиса, крымские татары не признаю́т и не призна́ют никакого референдума «в условиях оккупации». 8 марта Чубаров обратился к президенту США Бараку Обаме с просьбой «защитить Крым от этнических чисток». Бывший руководитель организации, народный депутат Украины Мустафа Джемилев в интервью азербайджанскому изданию haqqin.az обратился к президентам Турции, Казахстана и Азербайджана с призывом не допустить выхода Крыма из состава Украины: «Наш народ однажды был изгнан со своих родных земель, мы не хотим повторения этой трагедии. Поэтому мы обращаемся за помощью к Ильхаму Алиеву, Абдулле Гюлю и Нурсултану Назарбаеву. Не оставляйте своих крымских братьев и сестёр в это трудное время. Мы требуем помощи у всего мира. В России нам вновь уготованы изгнания и репрессии», а 12 марта встретился в Москве с бывшим президентом Татарстана Минтимером Шаймиевым и имел телефонный разговор с президентом России Владимиром Путиным, после которого рассказал, что Владимир Путин не опровергал присутствие российских войск в Крыму и заявил, что провозглашение самостоятельности Украины было произведено с нарушением норм, предусматривавшихся процедурой выхода из состава СССР. По словам Джемилева, Путин сообщил также, что дал распоряжение избежать каких бы то ни было эксцессов с крымскими татарами. Однако склонить организацию на свою сторону России не удалось.
15 марта Меджлис выступил с обращением к Верховной Раде Украины и ко всему народу Украины, в котором подтвердил своё признание Украины как суверенного и независимого государства в существующих границах и заявил о непризнании готовящегося референдума, «проводимого с целью изменить территориальную принадлежность Крыма», легитимным и соответствующим международному праву и Конституции Украины. Меджлис заявил, что «категорически отвергает любые попытки определить будущее Крыма без свободного волеизъявления крымскотатарского народа — коренного народа Крыма» и что лишь крымским татарам принадлежит право решать, в каком государстве жить крымскотатарскому народу. По убеждению Меджлиса, «восстановление прав крымскотатарского народа и реализация им права на самоопределение на своей исторической Родине должны осуществляться в составе суверенного и независимого Украинского государства», а действия России были осуждены как акт агрессии со стороны России и аннексию. 18 марта заместитель председателя Меджлиса заявил, что организация не признала договор о аннексии Крыма Россией.
В дальнейшем исполнительный орган Курултая также открыто критиковал политику новых крымских властей в отношении татарского населения.

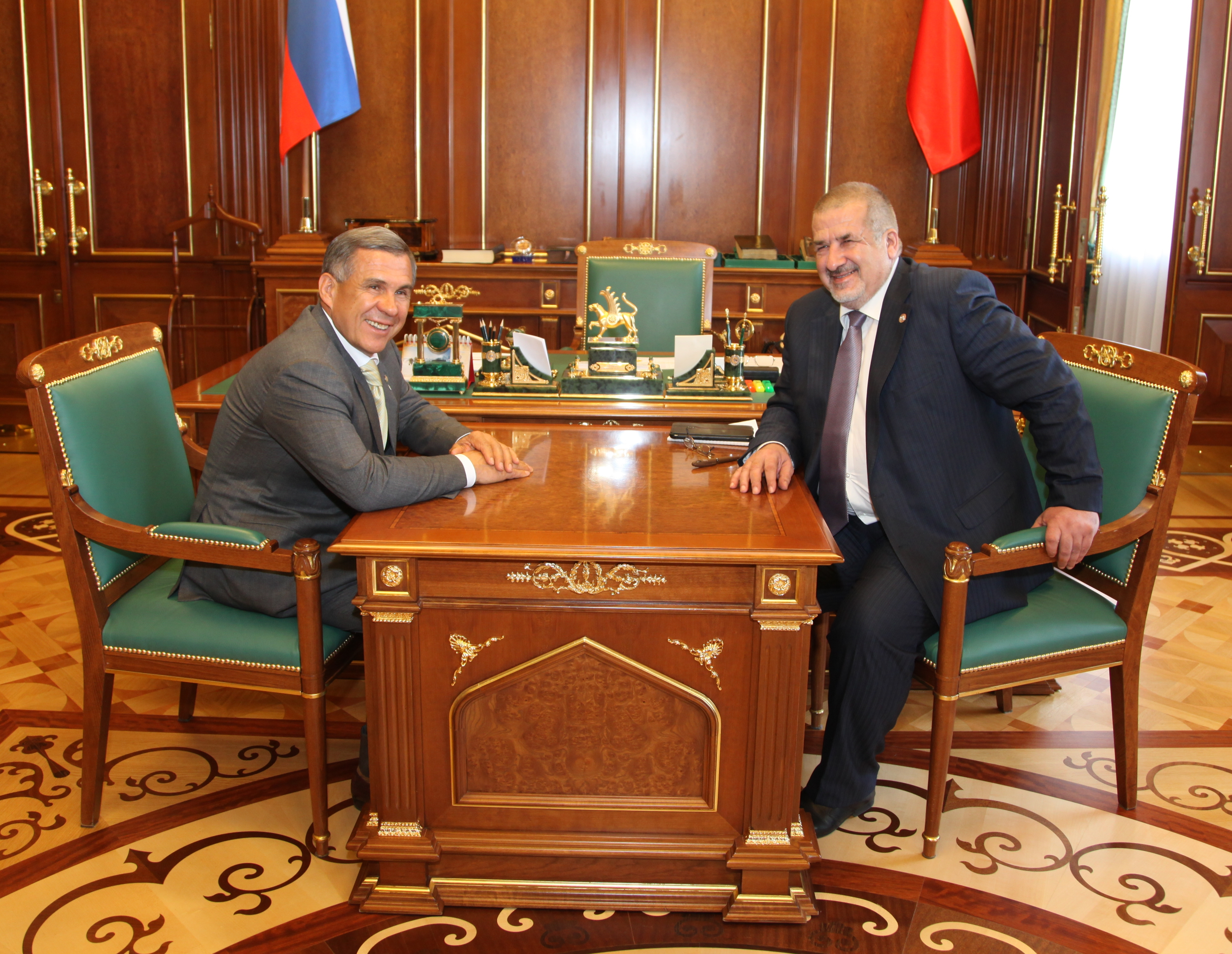
Встреча Президента Татарстана Рустама Минниханова и Председателя Меджлиса Рефата Чубарова. 26 мая 2014 года, Казань

26 мая 2014 года Меджлис и Всемирный конгресс татар в Казани подписали соглашение о сотрудничестве. Данный договор раскритиковала организация «Милли фирка».

### Блокада Крыма со стороны Украины
Представители Меджлиса стали одними из основных инициаторов продовольственной блокады Крыма, начатой 20 сентября 2015 года с перекрытия въезда фур с украинскими товарами со стороны Херсонской области Украины. Глава Меджлиса Рефат Чубаров целями блокады объявил «повлиять на оккупационные власти, чтобы прекратились репрессии, ежедневно обрушивающиеся на наших людей, чтобы освободить политических заложников» (нескольких крымскотатарских активистов, Олега Сенцова и Александра Кольченко. Затем Р. Чубаров также заявил, что следующим после продовольственной блокады этапом акции может стать прекращение Украиной поставок электроэнергии на полуостров. В дальнейшем Ленур Ислямов (негласный идеолог «энергоблокады Крыма» со стороны Украины) заявил, что «дальше будет морская блокада, то есть Крым окажется в полной изоляции. В том числе будет блокада и Керченской переправы». Позже глава Меджлиса Р. Чубаров заявлял о том, что блокада «была инициативой нескольких человек, в том числе главы меджлиса, но это не имеет отношения к самому меджлису». Прокурор Республики Крым Наталья Поклонская назвала тактикой судебной защиты заявление представителя меджлиса о том, что «эта организация не отвечает за действия своих лидеров, в частности, за устроенную ими блокаду полуострова».
В отношении организаторов энергоблокады Крыма со стороны Украины Управление ФСБ по Крыму и Севастополю возбудило уголовное дело по части 2 статьи 281 УК РФ («Диверсия»). На имущество организатора и координатора энергоблокады гражданина РФ Ленура Ислямова был наложен арест в целях обеспечения исполнения приговора по уголовному делу.

### С 2015 года
Во время президентских выборов на Украине 2019 года Меджлис поддержал кандидатуру действующего президента Петра Порошенко. В августе 2019 года новоизбранный президент Владимир Зеленский провёл встречу с представителями Меджлиса. В январе 2020 года заместитель главы Меджлиса Ахтем Чийгоз заявил, что власти Украины не сотрудничают с Меджлисом по вопросу задержанных Россией крымских татар.

## Отношения с официальными властями и организациями

### Меджлис и Украина
Сразу после аннексии Крыма РФ, Постановлением Верховной Рады от 20 марта 2014 года № 1140-VII Меджлис был объявлен Украиной высшим исполнительным органом крымскотатарского народа, который действует в период между заседаниями Курултая, а Совет представителей крымскотатарского народа, в свою очередь, восстановил связь с Меджлисом. 20 августа Президент Украины Пётр Порошенко назначил Джемилева уполномоченным по делам крымскотатарского народа.
В госбюджете Украины 2016 года на финансирование Меджлиса предусмотрено 40 млн грн. Раньше Меджлис не финансировался Украиной.

### Меджлис и Россия
Представители российских властей в регионе (федеральных и Республики Крым) негативно оценивали деятельность меджлиса и утверждали, что он не пользуется поддержкой крымских татар, популярность меджлиса среди которых, по некоторым оценкам (в том числе по мнению главы Республики Крым Сергея Аксёнова), не превышает 15—20 %. В 2016 году Меджлис крымскотатарского народа был объявлен в России экстремистской организацией и запрещён на территории РФ.
В противовес Меджлису в октябре 2014 года было создано межрегиональное общественное движение крымскотатарского народа «Къырым» («Крым»), которое возглавил исключённый из Меджлиса за занятие властных постов в местном правительстве без консультаций с движением вице-спикер крымского парламента Ремзи Ильясов. Именно эту организацию региональные власти называли истинным представителем крымских татар.
18 сентября 2014 года меджлис по требованию Центрального районного суда Симферополя покинул здание по адресу ул. Шмидта, д. 2.
Тогдашний прокурор Республики Крым Наталья Поклонская в начале декабря 2015 года сообщила, что за организацию массовых беспорядков 26 февраля 2014 года под стенами парламента республики Крым (в результате которых два человека погибло и 79 человек получили ранения разной степени тяжести) заместителю председателя меджлиса Ахтему Чийгозу грозит до 15 лет лишения свободы (по ч. 1 ст. 212 УК РФ).
19 декабря 2015 года в Симферополе на съезде межрегионального общественного движения крымских татар «Крым» («Къырым») непризнанному в России меджлису запретили выступать от имени крымскотатарского народа. Также глава движения «Крым», вице-спикер крымского парламента Ремзи Ильясов объявил об обращении к Госсовету республики Крым с просьбой признать геноцидом блокаду полуострова, которую осуществляют лидеры меджлиса.
2 февраля 2016 года в прокуратуру Республики Крым поступило письмо организаций «Къырым Бирлиги» («Единство Крыма»), «Комитет крымскотатарской молодежи», «Национальная культурная автономия крымских татар в городском округе Судак», «Крымские татары — опора Крыма» и «Совет крымскотатарских старейшин» (три из которых были созданы после российской аннексии Крыма) с требованием запретить меджлис и обвинением его в причастности к блокаде полуострова. Представители меджлиса охарактеризовали эти организации как лояльные новым властям полуострова и, по их утверждению, «не имеющие никакой истории или авторитета», а также заявили, что меджлис как организация в блокаде не участвовал. 15 февраля прокурор Республики Крым Наталья Поклонская подала в Верховный суд Республики Крым иск о запрете организации и признании её экстремистской, а 12 апреля 2016 года вынесла решение о приостановке деятельности меджлиса до судебного рассмотрения вопроса о запрете организации. 18 апреля 2016 года Министерство юстиции России внесло Меджлис крымскотатарского народа в перечень организаций, деятельность которых приостановлена в связи с осуществлением ими экстремистской деятельности 26 апреля 2016 года Верховный суд Республики Крым отнёс меджлис к экстремистским общественным объединениям и запретил его деятельность на территории РФ. По информации прокуратуры Республики Крым, лидеры меджлиса сотрудничают с членами таких экстремистских организаций, как турецкие «Серые волки» и «Хизб ут-Тахрир аль-Ислами».
Действия российских властей по запрету меджлиса были раскритикованы представителями УВКПЧ, Amnesty International, Европейского союза и Совета Европы.
8 июля 2016 года Госсовет Крыма на основании обращений крымскотатарских общественных организаций выпустил заявление «Об осуждении любых форм проявления экстремизма и терроризма в отношении населения Республики Крым», в котором обвинил меджлис в организации преступлений, тесно связанных с терроризмом. Также крымские парламентарии призывают мировое сообщество не оказывать помощь Меджлису.

### Меджлис и Турция
17 декабря 2015 года на одной из встреч Джемилева и Чубарова с турецким президентом Реджепом Эрдоганом в Турции, речь шла о создании на территории Украины на границе с Крымом вооруженного подразделения, которое было бы подконтрольно меджлису и финансировалось бы Турцией.

## Реакция Международного суда ООН на запрет Меджлиса
Международный суд ООН по иску Украины против России (в части обеспечения превентивных временных ограничительных мер) в апреле 2017 года вынес постановление, в котором обязал Российскую Федерацию воздержаться от наложения новых и применения старых ограничений на права крымских татар иметь собственные представительные институты (включая Меджлис).

## Руководство

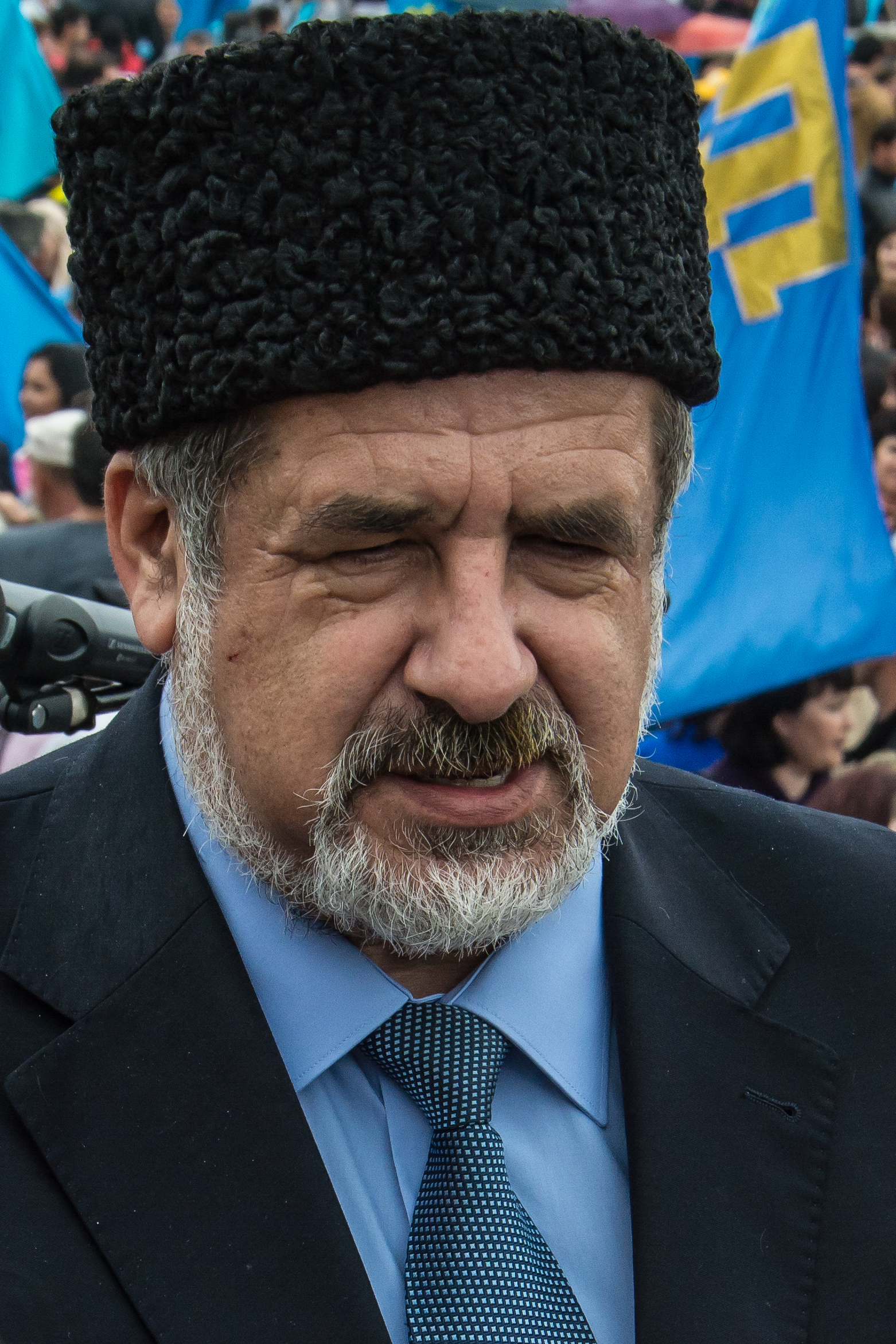
Рефат Чубаров

Председателем Меджлиса с момента его образования до ноября 2013 года являлся Мустафа Джемилев, с ноября 2013 года председателем Меджлиса является Рефат Чубаров.
Заместителями председателя Меджлиса с 5 ноября 2013 года стали: Нариман Джелялов, Ахтем Чийгоз, Заур Смирнов, Айдер Аджимамбетов и Аслан Омер Кырымлы. 21 марта 2015 года заместителем председателя Меджлиса был назначен Ильми Умеров, а Нариман Джелялов получил должность первого заместителя.

### Структура
- Председатель — Рефат Чубаров.
- Заместители Председателя — Айдер Аджимамбетов, Нариман Джелялов, Аслан Омер Кырымлы, Ахтем Чийгоз.
- Боевое крыло — добровольческий батальон «Крым» имени Номана Челебиджихана[90].

 Члены
- Рефат Чубаров
- Эмирали Аблаев
- Эмине Авамилева
- Айдер Аджимамбетов
- Дилявер Акиев
- Асан Алиев
- Эскендер Бариев
- Гульнара Решатовна Бекирова
- Тейфук Гафаров
- Нариман Джелялов
- Ремзи Ильясов
- Шевкет Кайбуллаев
- Энвер Куртиев
- Бекир Мамутов
- Мустафа Маушев
- Кырымлы Аслан Омер
- Кадыр Османов
- Рефат Сайитаблаев
- Динара Сейтгазиева
- Заур Смирнов
- Абмеджит Сулейманов
- Садых Табах
- Ильми Умеров
- Али Хамзин
- Ибраим Чегертма
- Ахтем Чийгоз
- Риза Шевкиев
- Абдураман Эгиз
- Гаяна Юксель
- Леммар Юнусов
- Сейдамет Ягьяев
- Зейнур Якубов
- Руслан Якубов